# Gambia Moral Congress
Der Gambia Moral Congress (GMC) (deutsch Gambischer Moralischer Kongress) ist eine konservative Partei in Gambia. Der Wahlspruch der Partei lautet: People Power for Human Rights and Economic Justice (deutsch „Die Macht des Volkes für Menschenrechte und wirtschaftliche Gerechtigkeit“). Das Symbol der Partei, die acht weißen Sterne, repräsentieren die sieben Regionen Gambias und die Einheit des Volkes.

## Geschichte
Gegründet wurde sie vom Anwalt Mai N.K. Fatty Anfang 2009. Erstmals zur Wahl antreten wird voraussichtlich sie zu den Präsidentschaftswahlen 2011 und zu den Parlamentswahlen 2012.